# Ashmeadiella bigeloviae
Ashmeadiella bigeloviae är en biart som först beskrevs av Cockerell 1897.  Ashmeadiella bigeloviae ingår i släktet Ashmeadiella och familjen buksamlarbin. Inga underarter finns listade i Catalogue of Life.